# Cameron Wake
(en) Statistiques sur pro-football-reference
Derek Cameron Wake (né le 30 janvier 1982 à Beltsville) est un joueur américain de football américain et de football canadien. Il a joué pour les Lions de la Colombie-Britannique, les Dolphins de Miami et les Titans du Tennessee.

## Enfance
Wake étudie à la DeMatha High School de Hyattsville. Lors de sa dernière saison, il est nommé défenseur de l'année au niveau lycéen par le Washington Post.

## Carrière

### Université
Il entre à l'université d'État de Pennsylvanie et joue pour l'équipe de football américain des Nittany Lions comme linebacker et defensive end. Il termine sa carrière universitaire avec 191 tacles, 8,5 sacks et vingt-quatre tacles pour une perte. 

### Professionnel
Cameron Wake n'est sélectionné par aucune équipe lors de la draft de la NFL de 2005. Il signe comme agent libre non drafté avec les Giants de New York en avril 2005 mais est libéré deux mois plus tard. Il fait deux saisons sans équipe.
En mai 2007, il signe avec les Lions de la Colombie-Britannique, jouant en Ligue canadienne de football. Il est déplacé, jouant comme defensive end, mais montre son talent, étant nommé joueur défensif de la semaine lors de la première journée de la LCF en 2007 après avoir fait sept tacles et trois sacks contre les Argonauts de Toronto. Lors de cette saison, il fait seize sacks, finissant premier au classement des sacks en 2007 et est le seul à bloquer un field goal. Il est nommé meilleure recrue de la LCF et meilleur joueur défensif de la saison. C'était la première fois qu'un joueur remportait ces deux titres la même saison en LCF.
En 2008, il fait vingt-trois sacks et termine une nouvelle fois premier à ce classement. Il est le premier défenseur à remporter le TSN Friday Night Gladiator of the Year. Il est nommé dans l'équipe de la décennie 2000-2009 de la LCF par le Washington Examiner.
Après la saison 2008, les équipes de la NFL, qui avaient boudé Wake à sa sortie de l'université, montrent de l'intérêt à le recruter. Au total, dix-sept équipes de la NFL lui proposent un contrat et fait huit essais. Il signe finalement, le 18 janvier 2009, avec les Dolphins de Miami, un contrat de quatre ans. Lors de son premier match en NFL, lors de la quatrième journée contre les Bills de Buffalo, il fait deux sacks, quatre tacles pour une perte. En 2010, il débute tous les matchs comme linebacker titulaire et fait quatorze sacks et quarante-huit tacles. Il termine troisième au classement des sacks de la NFL. Il est nommé pour le Pro Bowl 2011 et dans l'équipe All-Pro de la saison.
Le 5 mai 2012, il signe une prolongation de contrat d'une durée de quatre ans d'une valeur de quarante-neuf millions de dollars, dont vingt millions garantis.
Arrivé chez les Titans du Tennessee avant la saison 2019, il est libéré le 12 mars 2020.

## Palmarès

### Ligue canadienne de football
- Joueur défensif par excellence de la Ligue canadienne de football : 2007 et 2008
- Recrue par excellence de la Ligue canadienne de football : 2007
- Trophée Norm-Fieldgate (meilleur joueur défensif de la division Ouest) : 2007 et 2008
- Trophée Jackie-Parker (meilleure recrue de la division Ouest) : 2007
- Équipe d'étoiles de la LCF : 2007 et 2008

### National Football League
- Sélectionné au Pro Bowl en 2010, 2012, 2013, 2014, 2016
- Sélectionné dans l'équipe All-Pro en 2012